# Chicago Fall Tennis Classic
Il Chicago Fall Tennis Classic è stato un torneo professionistico di tennis che si giocava all'aperto sul cemento dell'XS Tennis Village di Chicago negli Stati Uniti d'America. Faceva parte della categoria WTA 500.
La prima ed unica edizione del torneo si è svolta dal 27 settembre al 3 ottobre 2021.

## Albo d'oro

### Singolare
| Anno | Campionessa      | Finalista  | Punteggio     |
| ---- | ---------------- | ---------- | ------------- |
| 2021 | Garbiñe Muguruza | Ons Jabeur | 3–6, 6–3, 6–0 |

### Doppio
| Anno | Campionesse                   | Finaliste                         | Punteggio |
| ---- | ----------------------------- | --------------------------------- | --------- |
| 2021 | Květa Peschke Andrea Petković | Caroline Dolehide Coco Vandeweghe | 6–3, 6–1  |